# Визовые требования для граждан Азербайджана
Визовые требования для граждан Азербайджана — это режим легального въезда граждан страны на территорию иностранных государств, определяется властями соответствующих государств и международными соглашениями. Основным документом, позволяющим пересечь государственную границу иностранного государства, является виза. Некоторые иностранные государства установили для граждан Азербайджана безвизовый режим въезда.
По состоянию на 2 июля 2019 года граждане Азербайджана имели безвизовый режим или визу по прибытии в 66 стран и территорий, что позволило им занять 78-е место по свободе путешествий согласно индексу паспортов Хенли. 30 мая 2018 года Министерство иностранных дел Сербии объявило, что Сербия приняла решение о безвизовом режиме для граждан Азербайджана, имеющих обычные паспорта, начиная со 2 июня 2018 года..

## Карта визовых требований

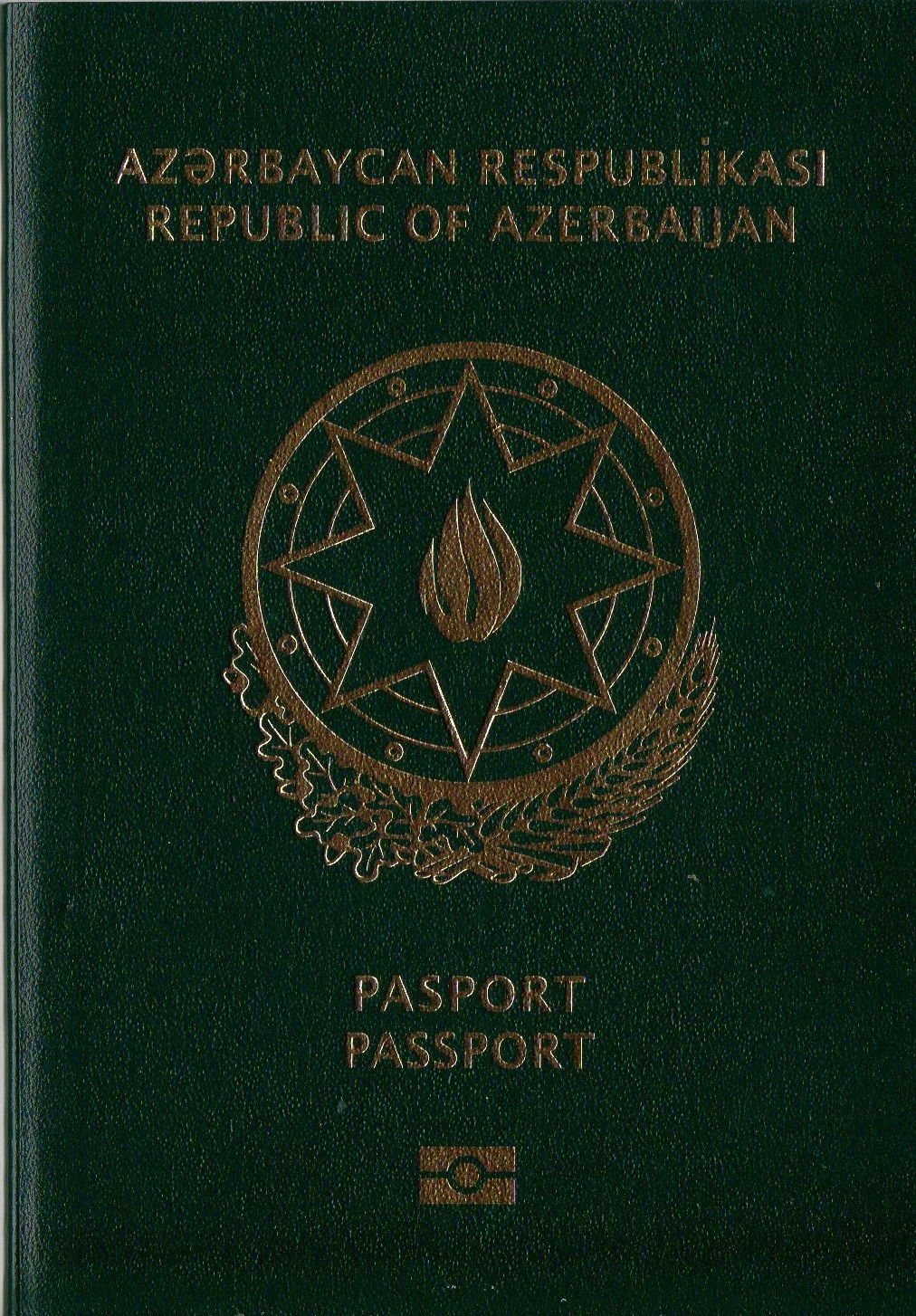
Обложка азербайджанского биометрического паспорта

Визовые требования для граждан Азербайджана
Азербайджан
Безвизовый доступ
Виза по прибытии
eVisa (онлайн)
Виза доступна как по прибытии, так и онлайн
Требуется виза
Требуется специальное разрешение на въезд

Безвизовый доступ осуществляется в следующие страны:
| Страна                   | Разрешение пребывания | Примечания |
| ------------------------ | --------------------- | --- |
| Албания                  | 90 дней               | - 90 дней в течение любого 180-дневного периода. - Согласно закону Албании необходимо зарегистрироваться в течение 24 часов с момента вашего прибытия в местную полицию. |
| Антигуа и Барбуда        | 1 месяц               | |
| Багамские Острова        | 4 недели              | |
| Барбадос                 | 28 дней               | |
| Беларусь                 |                       | |
| Босния и Герцеговина     | 90 дней               | - 90 дней в течение любого 180-дневного периода. - Согласно законодательству Боснии и Герцеговины необходимо зарегистрироваться в течение 24 часов с момента вашего прибытия в местную полицию.                                                                             |
| Вануату                  | 30 дней               | |
| Грузия                   | 365 дней              | - Если гражданин въезжал в Абхазию или Южную Осетию, пограничники не пропустят его в Грузию. |
| Гаити                    | 3 месяца              | |
| Доминика                 | 21 день               | |
| Индонезия                | 30 дней               | |
| Иран                     | 14 дней               | |
| Казахстан                | 90 дней               | |
| Катар                    | 30 дней               | |
| Кыргызстан               | 90 дней               | - 90 дней в течение любого 180-дневного периода. |
| Колумбия                 | 180 дней              | - 90 дней — возможно продление до 180 дней в течение одного года. |
| Малайзия                 | 30 дней               | |
| Микронезия               | 30 дней               | |
| Молдова                  | 90 дней               | - 90 дней в течение любого 180-дневного периода. |
| Намибия                  | 90 дней               | |
| Россия                   | 90 дней               | - 90 дней в течение любого 180-дневного периода. - Согласно российскому законодательству необходимо зарегистрироваться в течение 7 рабочих дней по месту жительства в Департаменте гражданства и миграции. - Миграционная карта должна быть предъявлена вместе с паспортом. |
| Северная Македония       | 90 дней               | - 90 дней в течение любого 180-дневного периода. Согласно закону Северной Македонии, необходимо зарегистрироваться в течение 24 часов после прибытия в местную полицию. |
| Сент-Винсент и Гренадины | 1 месяц               | |
| Сербия                   | 90 дней               | - 90 дней в течение любого 180-дневного периода. Согласно законодательству Сербии, необходимо зарегистрироваться в течение 24 часов с момента вашего прибытия в местную полицию.                                                                                            |
| Таджикистан              | 90 дней               | |
| Турция                   | 90 дней               | |
| Узбекистан               | 90 дней               | |
| Украина                  | 90 дней               | - 90 дней в течение любого 180-дневного периода. Закон Украины о въезде на территорию Автономной Республики Крым и Севастополя требует специального разрешения. Если въезд — выезд без специального разрешения, въезд в Украину запрещен.                                   |
| Черногория               | 90 дней               | - 90 дней в течение любого 180-дневного периода. - Согласно законодательству Черногории необходимо зарегистрироваться в течение 24 часов с момента вашего прибытия в Черногорию в местной полиции.                                                                          |
| Эквадор                  | 90 дней               | |

## Визовый режим
Азербайджан заключил соглашение об упрощении визового режима с Европейским союзом (за исключением Дании, Ирландии и Великобритании), которое сокращает количество документов, достаточных для обоснования цели поездки, предусматривает выдачу многократных виз, ограничивает продолжительность  обработки и снижает плату за выдачу или полностью отказывается от нее для многих категорий граждан.